# Carel Blotkamp
Carel Hendrik Blotkamp (Zeist, 1945) is een Nederlandse kunstenaar en emeritus hoogleraar moderne kunst aan de Vrije Universiteit Amsterdam.

## Biografische schets
Blotkamp studeerde van 1963-1968 kunstgeschiedenis aan de Universiteit van Utrecht, waar hij vanaf 1969 geschiedenis van de moderne kunst doceerde. Begin jaren zeventig organiseerde hij, samen met Frans Haks, in de Utrechtse Kring tentoonstellingen op het gebied van de meest recente stromingen in de beeldende kunst (onder meer Ger van Elk, Blinky Palermo, Stanley Brouwn en Keith Milow).
Van 1982-2007 was Blotkamp hoogleraar kunstgeschiedenis van de nieuwste tijd aan de Vrije Universiteit Amsterdam.
Blotkamp heeft vele publicaties op zijn naam staan, onder meer over De Stijl en het magisch realisme, en monografieën over onder andere Piet Mondriaan, Pyke Koch, Carel Visser en Daan van Golden. Hij was medeoprichter en redacteur van de kunsttijdschriften Simiolus en Jong Holland en schreef recensies voor Vrij Nederland, NRC Handelsblad en de Volkskrant. 
Blotkamp is sinds 1967 werkzaam als kunstenaar en heeft inmiddels vele malen geëxposeerd. In 2007 wijdde Museum De Pont een tentoonstelling aan zijn werk.
Vaak vormen teksten het uitgangspunt voor zijn beeldend werk; daarnaast is de geschiedenis van de moderne kunst al jaren een thema. Recent werk van Blotkamp verwijst naar Henri Matisse, Kazimir Malevitsj en Barnett Newman. In 1976, tijdens zijn eerste solo-tentoonstelling bij Galerie Waalkens in Finsterwolde, ging hij voor het eerst de confrontatie aan met Piet Mondriaan.
Blotkamp was gehuwd met de beeldend kunstenaar en museumdirecteur Hoos Blotkamp (1943-2014). Het echtpaar had twee kinderen.